# Bundesstraße 31
Die Bundesstraße 31 (Abkürzung: B 31) ist eine in West-Ost-Richtung verlaufende Bundesstraße im Süden Deutschlands. Sie verläuft von Breisach am Rhein an der Grenze zu Frankreich bis zur Anschlussstelle Sigmarszell an der Bundesautobahn 96 (A 96) bei Lindau (Bodensee). Zwischen dem Übergang der Bundesautobahn 98 (A 98) in die B 31 bei der Anschlussstelle Stockach-Ost und der Anschlussstelle Sigmarszell an der A 96 ist sie ein Teilstück der Europastraße E 54 Paris–München.

## Verlauf
Wichtige Orte an der B 31 und Anschlüsse an andere Fernstraßen:
- Breisach am Rhein (Bundesgrenze D 415 – bis 2006 N 415)
- Freiburg im Breisgau (A 5, B 3)
- Kirchzarten
- Buchenbach
- Hinterzarten (B 500)
- Titisee-Neustadt (B 317)
- Löffingen (zwei Tankstellen direkt an der B 31, Schwarzwaldpark, Wutachschlucht)
- Hüfingen (B 27)
- Donaueschingen (B 33)
- Geisingen (A 81, B 311)
- Immendingen (Vulkankrater Höwenegg und Donauversickerung, B 311)
- Stockach (A 98, B 14, B 313)
- Bodman-Ludwigshafen (B 34)
- Überlingen
- Uhldingen-Mühlhofen
- Meersburg (B 33)
- Hagnau
- Immenstaad
- Friedrichshafen (B 30)
- Kressbronn am Bodensee (B 467)
- Weißensberg (B 12)
- Sigmarszell (A 96, B 308)
- Lindau (Bodensee)

## Ausbauzustand
Der Ausbauzustand der B 31 gliedert sich wie folgt:
| Abschnitt                                                     | Streifen | Trennstreifen | Länge   | Bemerkung                              |
| ------------------------------------------------------------- | -------- | ------------- | ------- | -------------------------------------- |
| Breisach am Rhein – AS Bad Krozingen                          | 2        | nein          | 11 km   |                                        |
|                                                               |          |               |         |                                        |
| AS Freiburg-Süd – Freiburg Tiengener Straße                   | 2        | nein          | 3,5 km  |                                        |
| Freiburg Tiengener Straße – Freiburg Basler Landstraße        | 4        | ja            | 3 km    | autobahnähnlich, LKW-Maut-Pflicht      |
| Freiburg Basler Landstraße – L 133 Freiburg Schwarzwaldstraße | 4        | ja            | 4,5 km  | städtisch                              |
| L 133 Freiburg Schwarzwaldstraße – L 126 AS Kirchzarten       | 4        | ja            | 7 km    | autobahnähnlich, LKW-Maut-Pflicht      |
| L 126 AS Kirchzarten – L 128 AS Buchenbach                    | 3        | nein          | 3 km    | größtenteils teilplanfrei              |
| L 128 AS Buchenbach – Höllental                               | 2        | nein          | 4 km    |                                        |
| Höllental – Hirschsprung                                      | 3        | nein          | 2 km    | größtenteils teilplanfrei              |
| Hirschsprung – Höllsteig                                      | 4        | nein          | 4 km    | größtenteils teilplanfrei              |
| Höllsteig – Hinterzarten                                      | 3        | nein          | 3 km    |                                        |
| Hinterzarten – Neustadt-West                                  | 2        | nein          | 6 km    | größtenteils teilplanfrei              |
| Neustadt-West – L 182 Rötenbach                               | 3        | nein          | 10 km   | teilplanfrei, außer Kreuzung zur L 182 |
| L 182 Rötenbach – Tunnel Döggingen                            | 2        | nein          | 11,5 km | teilplanfrei, außer Kreuzung zur L 182 |
| Tunnel Döggingen – Hüfingen                                   | 3        | nein          | 6,5 km  | teilplanfrei, außer Kreuzung zur L 182 |
| Hüfingen – AS Geisingen                                       | 2        | nein          | 13,5 km |                                        |
|                                                               |          |               |         |                                        |
| AS Stockach-Ost – Überlingen-Ost                              | 3        | nein          | 15,5 km | B 31n, teilplanfrei                    |
|                                                               |          |               |         |                                        |
| AS Stockach-Ost – Überlingen-Ost                              | 2        | nein          | 16 km   | B 31 alt                               |
|                                                               |          |               |         |                                        |
| Überlingen-Ost – Fischbach (Friedrichshafen)                  | 2        | nein          | 22 km   |                                        |
| Fischbach (Friedrichshafen) – Friedrichshafen-Mitte           | 4        | ja            | 7,1 km  | autobahnähnlich                        |
| Friedrichshafen-Mitte – AS Sigmarszell                        | 2        | nein          | 24 km   | teilplanfrei                           |

## Geschichte
Ihre Ursprünge hat die Bundesstraße 31 in alten Römerstraßen zur Verbindung von Festungen am Rhein (Breisach) mit der römischen Heerstraße östlich des Schwarzwalds. Sie ging 1949 aus der Reichsstraße 31 (entstanden 1934) hervor.
Nach dem „Anschluss“ Österreichs an das Dritte Reich 1938 wurde die Strecke ab Lindau nach Österreich verlängert. Zuerst verlief sie südlich von Bregenz bis nach Feldkirch. Hier zweigte die R 31a zur liechtensteinischen Grenze bei Tisis ab. Weiter führte die Straße über Alpe Rauz am Arlberg (R 17), Landeck (Tirol) (R 24), Imst (R 24), Telfs (R 309) und Zirl (R 2) nach Innsbruck (R 2). Von hier ging es weiter über Jenbach (R 318), Wörgl (R 15), Ellmau (R 15a) und Lofer (R 21) zurück an die bayerische Grenze. Über Schneizlreuth (R 305) und Bad Reichenhall (R 20) erreichte die Strecke wieder die österreichische Grenze. Der letzte Abschnitt verlief über Salzburg, Vöcklabruck, Lambach (R 339/340) und Wels (R 332) nach Linz.
Während des Zweiten Weltkriegs wurde der westliche Teil ins besetzte und dem Deutschen Reich angegliederte Elsass verlängert. Die Strecke verlief über Neubreisach (R 9) und Colmar (R 38) bis zum Schluchtpass. Im weiteren Kriegsverlauf wurde die Strecke bis Gérardmer verlängert. Der Abschnitt bis Colmar ist Teil der N 415 (heute D 415) und Colmar-Gérardmer ein Teilabschnitt der N 417 (heute D 417).
Am 6. Februar 1949 ereignete sich zwischen Döggingen und Unadingen nahe der alten Gauchachbrücke im sogenannten Dögginger Loch ein schwerer Busunfall. Wegen Versagens der Bremse stürzte ein mit Skisportlern aus dem Raum Radolfzell besetzter Bus eine Böschung herunter in die Gauchach. 22 Menschen starben dabei, zahlreiche weitere erlitten teils schwere Verletzungen. Ein Gedenkstein nahe der Unfallstelle erinnert heute an das Unglück.

## Frühere Strecken und Bezeichnungen
Ursprünglich verlief die R 31 bzw. B 31 in folgenden Abschnitten anders:
- Westlich von Freiburg: durch die Orte Oberrimsingen, Munzingen und Tiengen; jetzt Führung zur Anschlussstelle Bad Krozingen (ehemaliges Teilstück der Landesstraße 120) und Lücke bis zur Anschlussstelle Freiburg Süd der (A 5) Bundesautobahn 5 (ursprüngliche Strecke herabklassifiziert als Kreisstraßen 4999 und 9864)
- Östlich von Freiburg führte die B 31 durch Ebnet und weiter über Zarten an Kirchzarten vorbei. Hinter Ebnet wurde dieser Abschnitt nach dem Bau des Schützenalleetunnels und des Kappler Tunnels zurückgebaut. Hier soll nun der Radschnellweg nach Kirchzarten verlaufen.[4]
- Raum Donaueschingen: Bis zum Bau der heutigen B 27 östlich an Donaueschingen vorbei in den 1970er Jahren bildete die B 31 mit der B 27 eine Kreuzung in der Innenstadt. Die heutige direkte Trasse von Geisingen südlich an Pfohren vorbei zum heutigen Knoten wurde erst in den 1980er Jahren gebaut.
- Südöstlich von Donaueschingen bis zum Bodensee: zwischen den Orten Geisingen und Stockach; jetzt Führung zur Anschlussstelle Geisingen (dort Übergang in die B 311) und Lücke bis zum Knoten mit der B 313 bei der Anschlussstelle Stockach-Ost der A 98 (ursprüngliche Strecke herabklassifiziert als Teilstück der Landesstraßen 191 und 194)
- Im Raum Überlingen: durch Überlingen, Nußdorf, Unteruhldingen, Meersburg
- Im Raum Lindau: durch Kressbronn, Lindau (R 12) und Lindau-Zech an die deutsch-österreichische Grenze; jetzt Führung nördlich von Lindau zur Anschlussstelle Sigmarszell der A 96 (dort Übergang in die B 308).

## Weiterer Ausbau
Westlich der Freiburger Innenstadt wurde Mitte der 70er Jahre zusätzlich der Autobahnzubringer Mitte als B 31a entlang der Dreisam zur kreuzungsfreien Autobahnanschlussstelle Freiburg Mitte der A 5 gebaut und der Verkehr damit teilweise von der Basler- und der Talstraße wegverlagert. Für dessen Bau musste ca. die Hälfte der Wohnungen in der Arbeitersiedlung Freiau abgerissen werden, was von lang anhaltenden Protesten und Diskussionen begleitet war. Der Verkehr zerschneidet Freiburg seitdem zentral.
Jenseits der Autobahn wurde die Ortsumfahrung Umkirch als erstes Teilstück einer völlig neuen Streckenführung (der B 31 West) in Richtung Breisach gebaut. Der Abschnitt Umkirch - Gottenheim wurde im September 2012 freigegeben. Die Planung für den Weiterbau von Gottenheim nach Breisach war 2011 von der Landesregierung gestoppt worden. Im Jahre 2015 wurde die Planung wieder aufgenommen, aber aufgrund neuer Gutachten streiten Anfang 2017 Umweltschützer und das Regierungspräsidium Freiburg.
Ferner wurde die B 31 in den letzten Jahren in vielen Bereichen durch Ortsumgehungen ausgebaut, so wurde zur Jahrtausendwende der Verkehr im Freiburger Osten aus Littenweiler, Ebnet und Zarten auf eine neu gebaute, vierspurige Kraftfahrstraße verlagert. Dazu wurden unter erheblicher Verkleinerung des Konrad-Guenther-Parks der Kappler Tunnel und der Schützenalleetunnel gebaut.
Um die Jahrtausendwende wurde in Döggingen die Kombination aus Gauchachtalbrücke Döggingen über das Dögginger Loch und Tunnel Döggingen gebaut. Außerdem wurden Bereiche bei Löffingen bzw. Rötenbach dreispurig (2+1) ausgebaut. Ein derartiger Ausbau fand auch zwischen dem Anschluss der B 317 am Titisee und Neustadt Ost statt, so dass der besagte Bereich von Titisee-Neustadt nun ebenfalls als Kraftfahrstraße eingestuft ist.
In Friedrichshafen wurde eine kreuzungsfreie Streckenführung von der östlichen Stadtgrenze beim Vorort Kitzenwiese bis zum ZF-Werk in den 1990er Jahren realisiert. Der westlich anschließende Abschnitt bis zum Riedlewald wurde am 7. Dezember 2001 freigegeben. Am 24. November 2014 war Spatenstich zur Schließung des letzten Teilabschnitts der Ortsumfahrung Friedrichshafen bis zur westlichen Stadtgrenze zwischen dem Stadtteil Fischbach und der westlichen Nachbargemeinde Immenstaad. Im August 2020 wurde zunächst der 5,8 Kilometer lange Abschnitt zwischen Immenstaad und der Anschlussstelle Friedrichshafen-West dem Verkehr übergeben, wobei der LKW-Verkehr bis zur endgültigen Fertigstellung noch über die alte Strecke geleitet wurde. Das verbleibende Teilstück von 1,3 Kilometern Länge zwischen den AS Friedrichshafen-West und Friedrichshafen-Mitte wurde am 24. August 2021 nach der Installation der neuen Tunnelbetriebstechnik im Tunnel Waggershausen (die die Steuerung des Tunnels durch die Mobilitätszentrale Baden-Württemberg in Stuttgart erlaubt) eröffnet. Es existiert eine Luftaufnahme des Gesamtumfangs des Vorhabens; eine Chronik der fast sechzigjährigen Geschichte der Umgehungsstraße von Friedrichshafen findet sich im Internetauftritt der Stadt. 100 Mio. Euro für das Bauvorhaben hat der Bund beigesteuert.
Mittlerweile befindet sich die Fortsetzung des Ausbaus von Immenstaad bis Überlingen im Planungsstadium, wobei verschiedene seenahe bzw. seefernere Trassenvarianten kontrovers diskutiert werden. Im Bereich nördlich von Überlingen wurde im Bereich des östlichsten Teilstücks der Anfang der 1980er Jahre gebauten B 31n bereits ein Teilabschnitt in Betrieb genommen. Für den Bereich zwischen Immenstaad und Meersburg ist ein Ausbau geplant, welcher jedoch mit Protesten begegnet wird. Regio TV Bodensee hat zu diesem Ausbau auch einen Videobeitrag „Infoabend“ erstellt. Weiterhin betreibt das Regierungspräsidium Tübingen eine eigene Infoseite dazu.
Die Fortführung auf elsässischer Seite wurde in den letzten Jahren bis zur dortigen Rheintalautobahn A 35 ebenfalls ausgebaut, allerdings dabei von einer französischen Nationalstraße unter Beibehaltung der Nummer zur Departementsstraße 415 herabgestuft. Diese Umwidmung erfolgte im Jahr 2006. All diese Ausbaumaßnahmen (auch als Ersatz einer ursprünglich mit dem Projektnamen A 86 geplanten Süd-Schwarzwaldautobahn) führten zu einem starken Anstieg des Transitverkehrs, so dass vor allem in Freiburg und im Ort Falkensteig von der Bevölkerung eine Untertunnelung der jeweiligen Orte gefordert wird, da eine Umgehungsstraße aufgrund der Topografie schwierig und teuer ist. Zudem werden die Röhren des Dögginger Tunnels (beide zweispurig) momentan nur über eine Brücke angefahren, geplant waren zwei zweispurige Brücken, allerdings fehlte bislang das Geld. So ist die Tunnelröhre Donaueschingen – Löffingen nur einspurig befahrbar, da ein Zusammenschluss beider Spuren im Tunnel zu gefährlich ist. Mittlerweile ist mit dem Baubeginn der zweiten Brücke im Jahr 2022[veraltet] zu rechnen, die Bauzeit soll 6 Jahre betragen.
Nachdem es 2009 zu einem Felssturz im Höllental (zwischen Freiburg und Hinterzarten) gekommen war, wurden Ende September/Anfang Oktober 2010 in diesem Bereich Felssicherungsmaßnahmen durchgeführt. Die B 31 wurde komplett für den Verkehr gesperrt und großräumig über das Glottertal und den Thurner umgeleitet. Eine Spezialfirma entfernte mehrere Kubikmeter Gestein sowie Bäume und Sträucher. Die Kosten für die Arbeiten beliefen sich auf zirka 600.000 Euro. Weiteren Felssicherungsmaßnahmen, die den Verkehr beeinträchtigten, wurden im Oktober 2015 vorerst abgeschlossen. Im Sommer 2020 wurden wiederum Felssicherungsarbeiten durchgeführt, am Hirschsprung ein neuer Geröllfangzaun installiert und in Falkensteig die Fahrbahn erneuert, was zu einer Sperrung der B 31 für knapp zwei Wochen führte. Das lockte Spaziergänger und Radfahrer an.
Nach der Fertigstellung des in Planung befindlichen Freiburger Stadttunnels wird die B 31 zwischen dem Ausbauende bei Kirchzarten und dem Ausbauende bei Umkirch zur Bundesautobahn 860 hochgestuft. Die bereits jetzt als Kleeblatt ausgeführte Anschlussstelle Freiburg-Mitte der A 5 wird dann zum Autobahnkreuz Freiburg. In einer im Februar 2020 vom Freiburger Regierungspräsidium vorgelegten Übersichtskarte zur weiteren Ausbauplanung der Strecke zwischen Freiburg und Donaueschingen ist neben dem Freiburger Stadttunnel und dem Falkenstein- und Hirschsprungtunnel ein vierter Tunnel aufgeführt, der von der Löffeltalkurve beim Hofgut Sternen im Höllental herauf nach Hinterzarten bis zur Höhe des ehemaligen Gasthauses Lafette reichen soll. Im Bundesverkehrswegeplan 2030 ist dieses Vorhaben mit geschätzten Kosten von 224,1 Mio. Euro ausgewiesen (Preisstand 2014).
Zwischen Kressbronn und Lindau-Schönbühl (Höhenfreie Anschlussstelle B12) besteht seit den 1990er Jahren eine Bodenseeferne Trasse, zweispurig, durchgängig planfrei ohne weitere Anschlussstellen. Gleichzeitig besteht die alte Trasse nunmehr als Landstraße, die aber im Bereich Nonnenhorn und Wasserburg auch über mehrere planfreie Anschlussstellen verfügt. Von Friedrichshafen bis Nonnenhorn in straßenparelleler Radweg an der alten Trasse. 
Weiterhin wurde oder wird noch ein Ausbau für die 10,5 km lange Strecke Kressbronn-Lindau diskutiert, berichtet die Schwäbische Zeitung. Dieses Vorhaben scheint jedoch laut einem Bericht aus dem Jahr 2016 „ungewisser denn je“. Auch ein vierspuriger Ausbau war oder ist im Gespräch, denn das Verkehrsaufkommen ist enorm.

## Bundesstraße 31n
Als Bundesstraße 31n (Abkürzung B 31n) werden amtlich Straßenabschnitte bezeichnet, die die alte B 31 nach Fertigstellung als Umgehungsstraßen ersetzen werden. Zwischen Stockach und Überlingen entstand sie ergänzend zur alten Streckenführung, die nah am Bodensee entlangführt. Sie bildet die Verlängerung der A 98. Derzeit gibt es auf der B 31n keine Abfahrten zwischen Stockach-Ost und Überlingen-Nord. Die alte Straße ist auch weiterhin noch als B 31 klassifiziert.

## Tourismus
Durch ihren Verlauf im Hochschwarzwald erschließt die B 31 klassische Urlaubsgebiete rund um Hinterzarten, Titisee und Neustadt. Sie stellt außerdem den Zugang zum Feldberggebiet dar. Des Weiteren verknüpft sie die Urlaubsregion Hochschwarzwald mit dem Bodensee. Die Durchfahrt durch das Höllental mit dessen Hirschdenkmal ist eine typische Urlaubsroute. Der Bezug zur Region wird unterstrichen durch die Benennung von Rastplätzen mit alemannischen Bezeichnungen, um so den Gästen ein wenig die sprachlichen Besonderheiten der Region nahezubringen, z. B. „Verschnuufeckli“ (bed.: 'Ecke/Platz zum Aufatmen nach kurvenreicher Strecke').
Spätestens seit den 1990er Jahren wurden im Zusammenhang mit dem weiteren Ausbau der Straße auch negative Auswirkungen auf den Tourismus diskutiert. Vor dem Hintergrund der Tatsache, dass die Verkehrsdichte auf der B 31 bei Hinterzarten zwischen 2010 und 2018 um 19,4 % angestiegen ist, wurden 2019 im dortigen Gemeinderat Forderungen nach Begrenzung dieser Auswirkungen gestellt.

## Weblinks

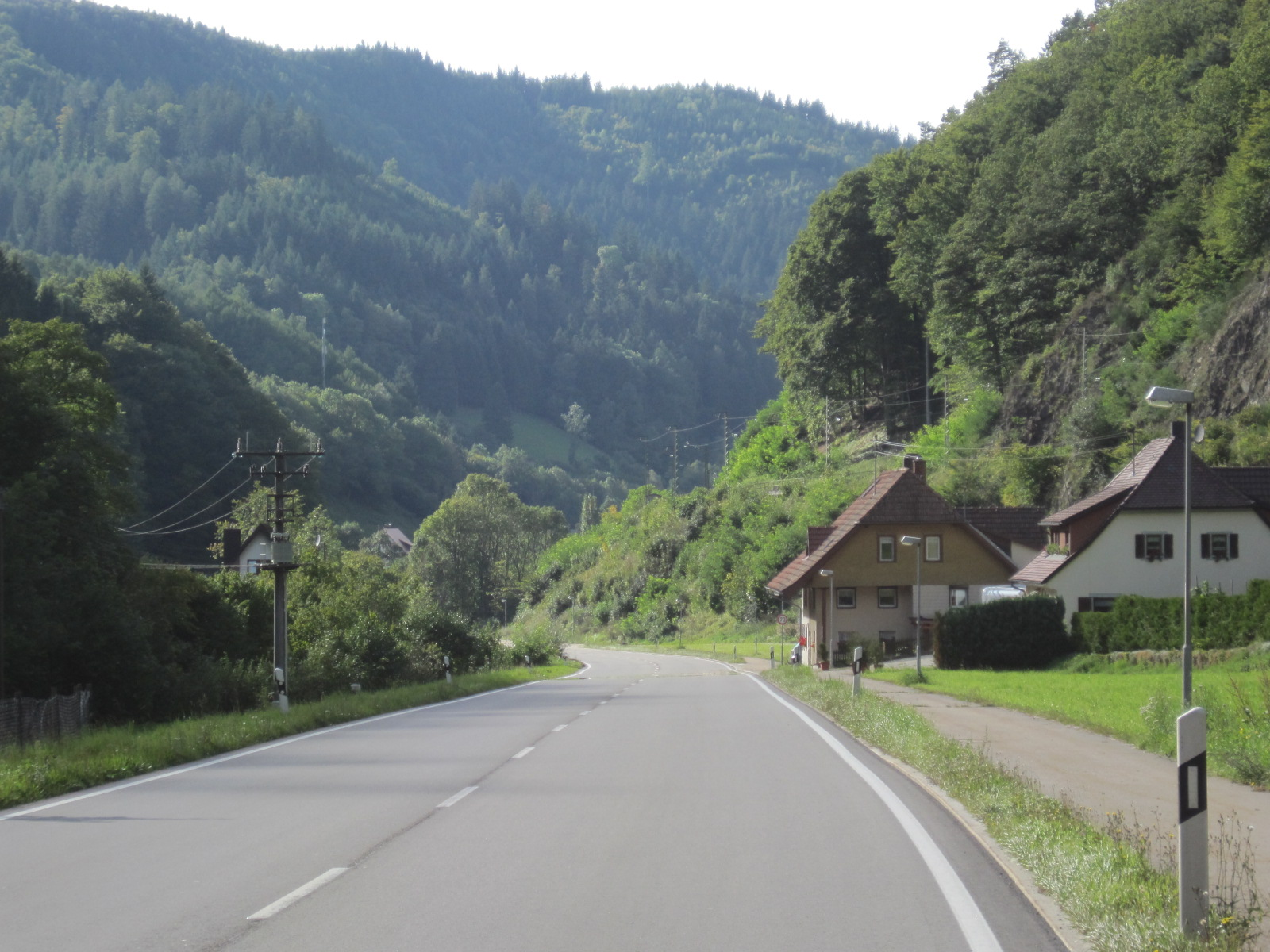
B 31 Falkenstein
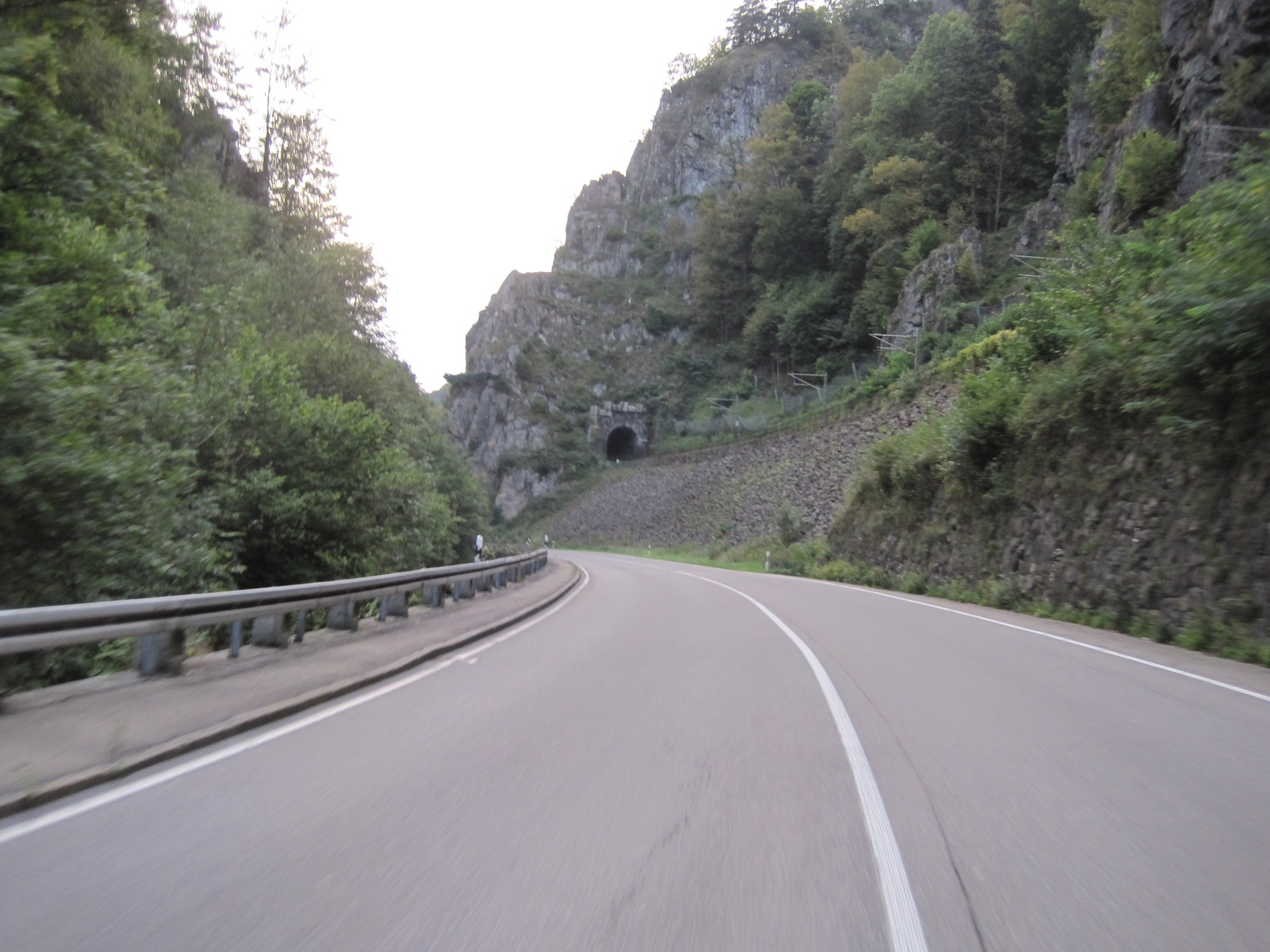
B 31 Höllental
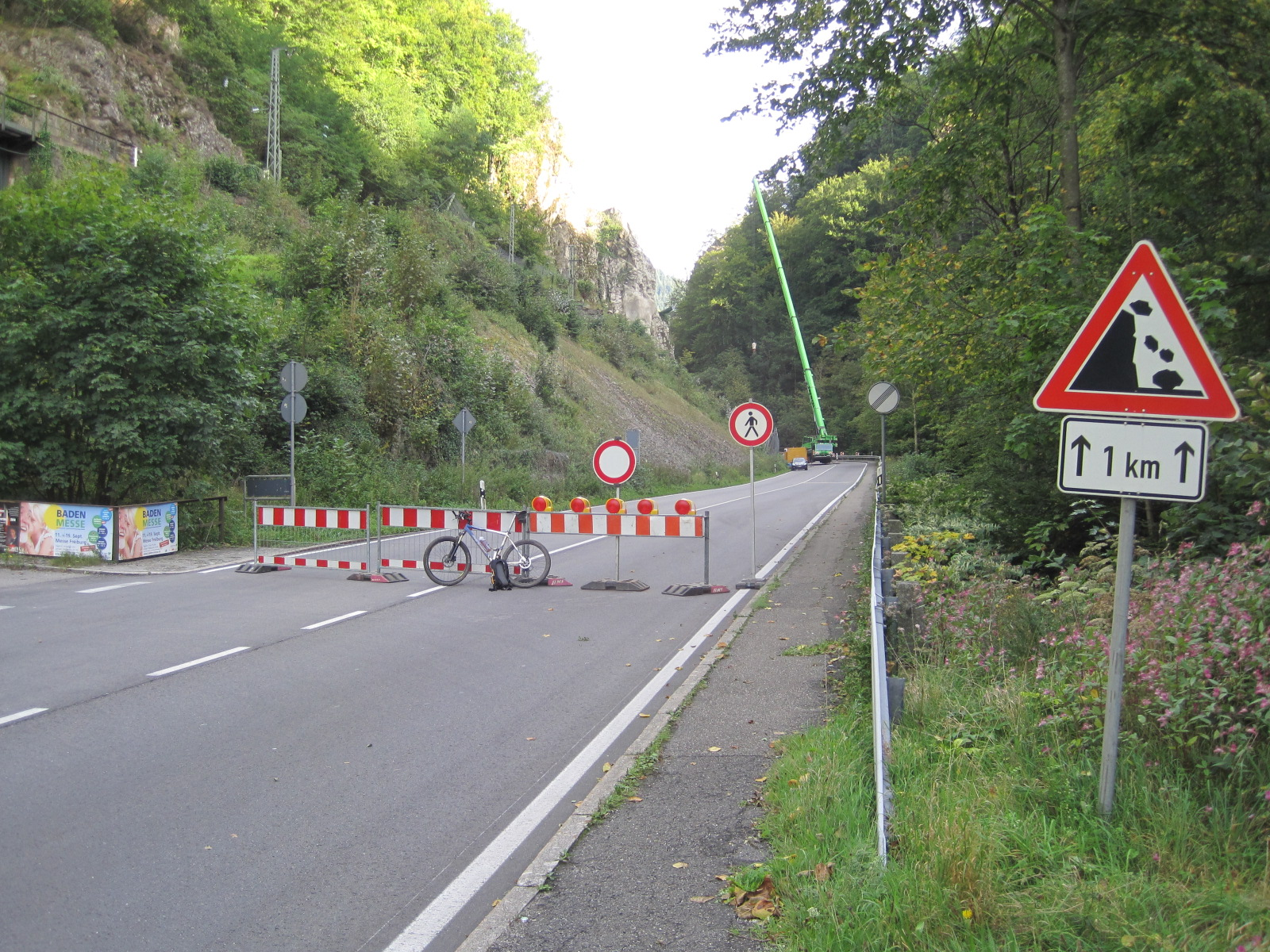
Sperrung der B 31 für Felssicherungsarbeiten am Hirschsprung
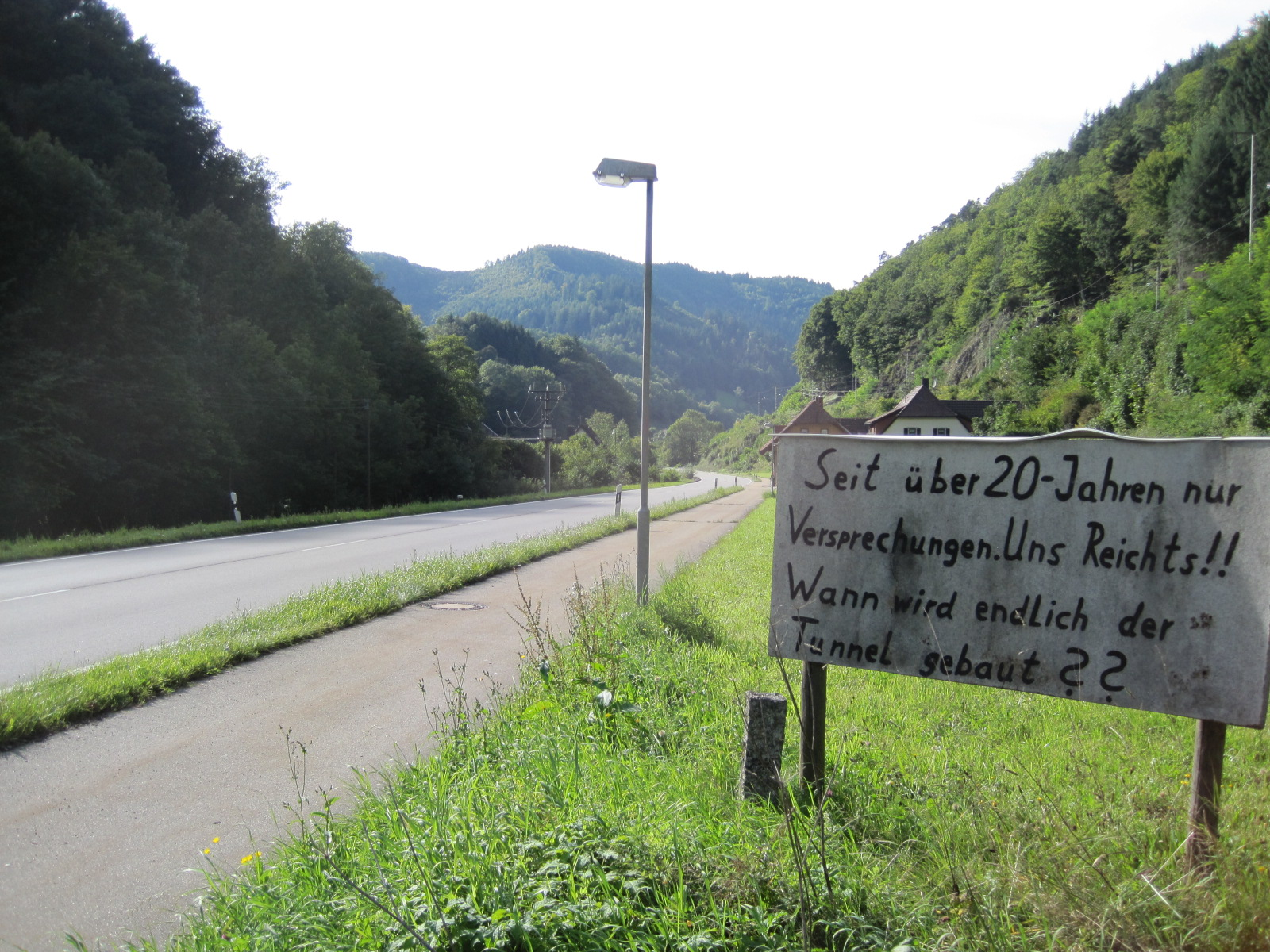
Forderungen nach einem Tunnel in Falkensteig
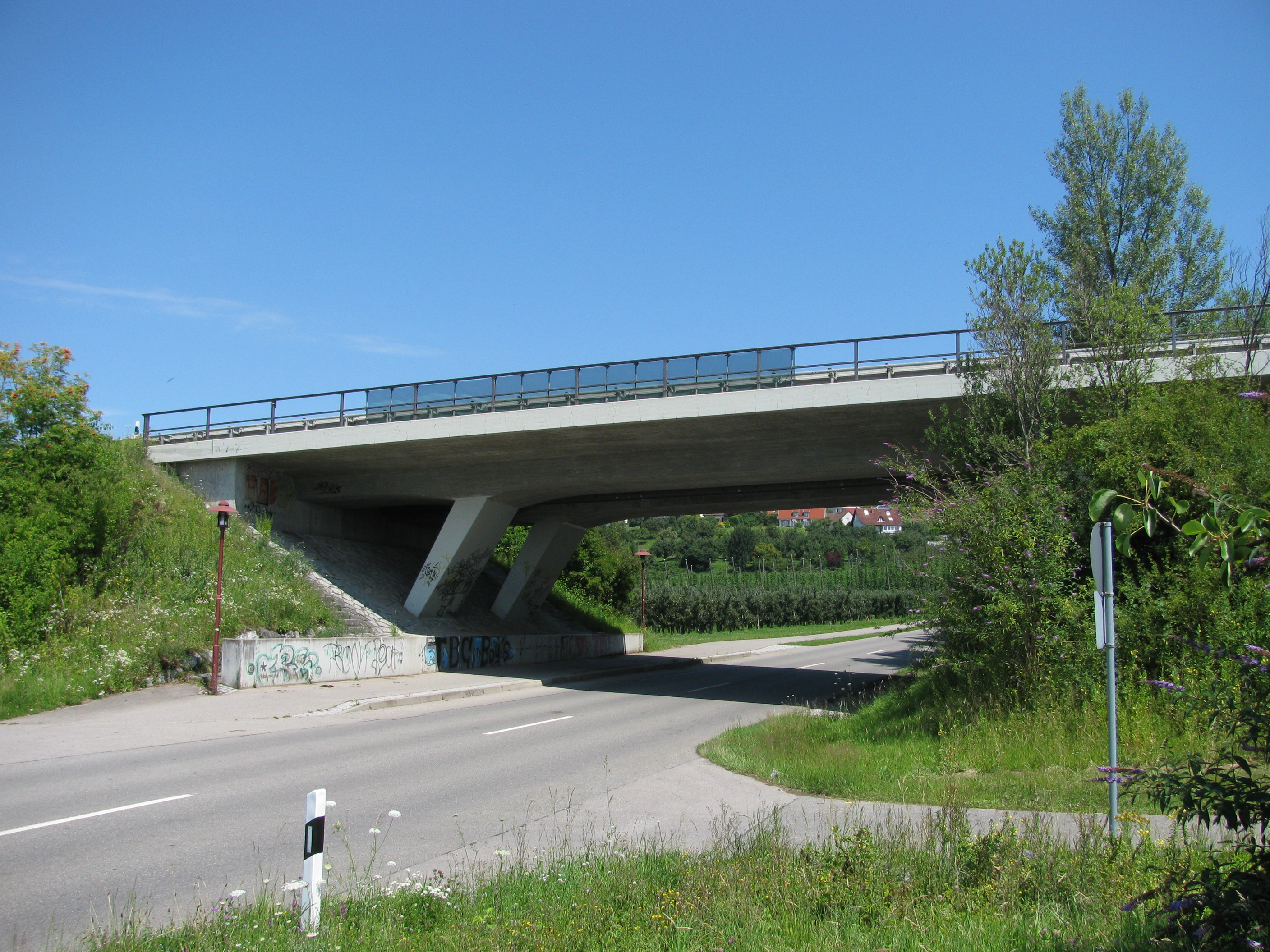
Überführung der B 31 über die K 7777 bei Kressbronn
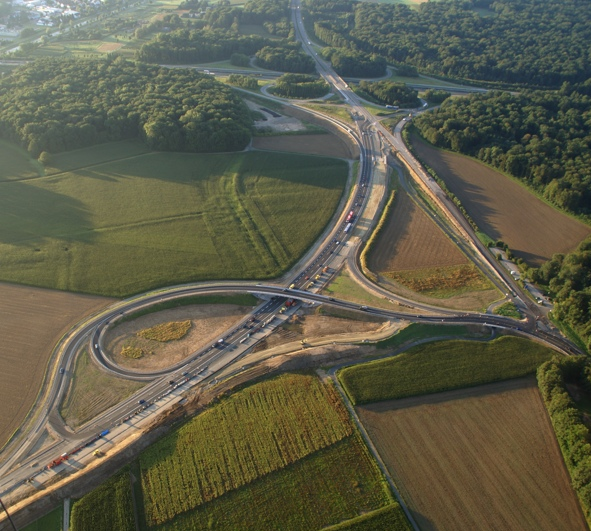
Neubau B 31 West bei Umkirch mit Autobahnanschluss A 5 Freiburg-Mitte
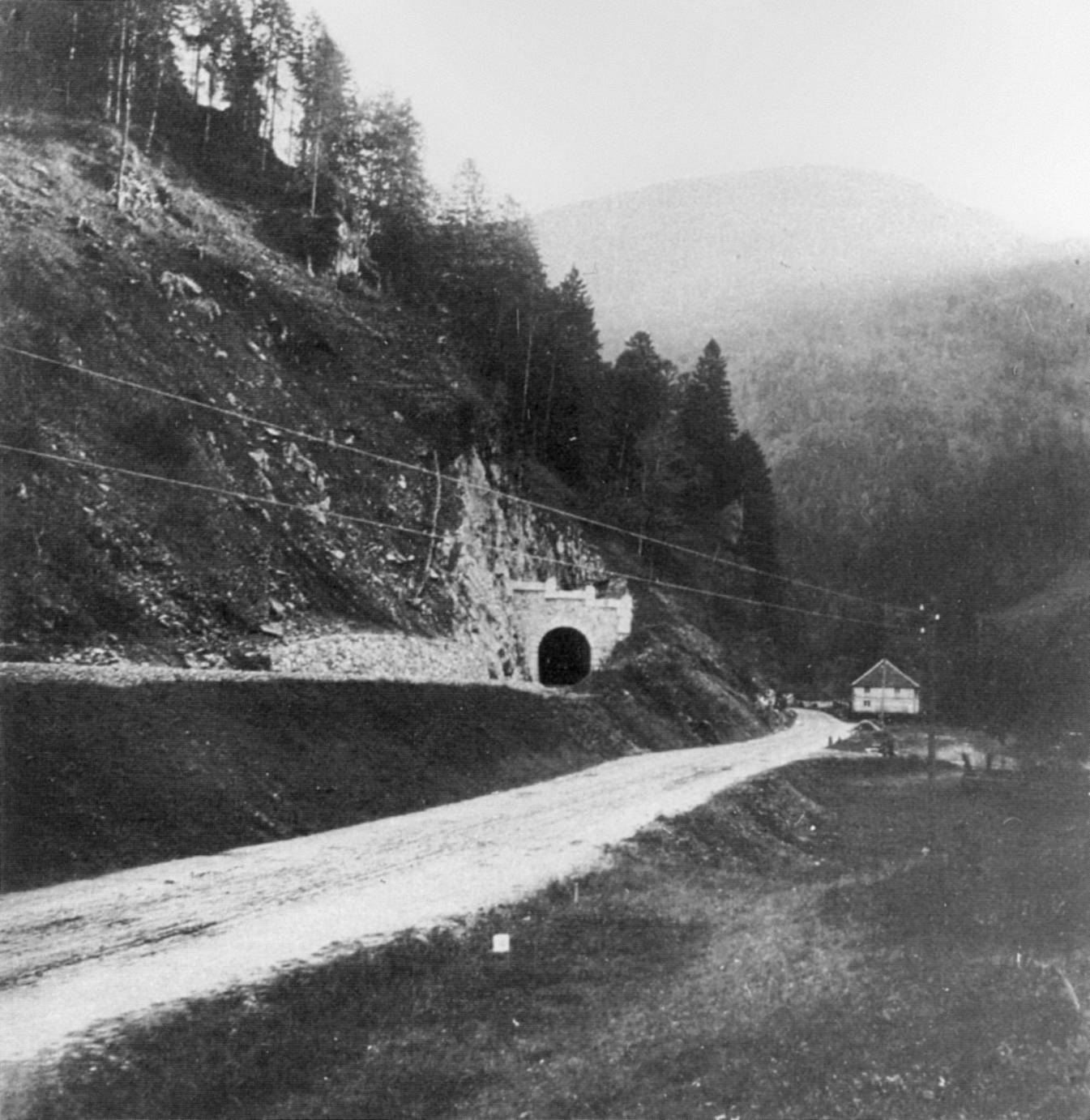
Trasse der späteren Bundesstraße 31 durch das Höllental um 1885
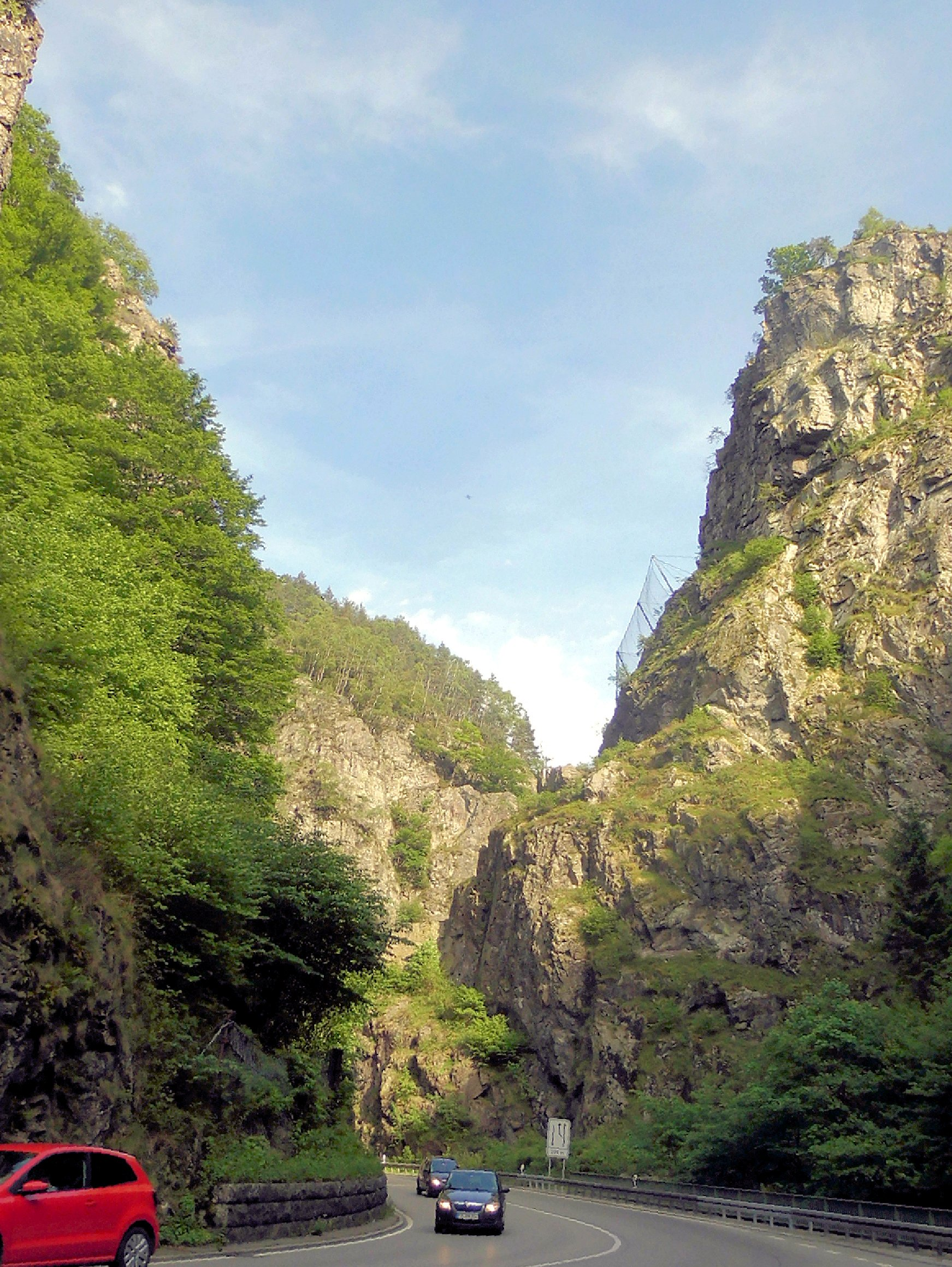
B 31 an der engsten Stelle des Höllentals am Hirschsprung